# 悪魔の陽の下に
『悪魔の陽の下に』（あくまのひのもとに、Sous le soleil de Satan）は、モーリス・ピアラ監督による1987年のフランスの映画である。ジョルジュ・ベルナノスによる1926年の小説を原作としており、恋人を殺害してしまった女性を救おうとする神父を描く。第40回カンヌ国際映画祭では最高賞であるパルム・ドールを獲得した。フランスでは81万5748人を動員した。

## キャスト
- ドニサン神父 - ジェラール・ドパルデュー： 助任司祭。
- ムーシェット - サンドリーヌ・ボネール： 16歳の少女。
- ムヌウ・スグレ神父 - モーリス・ピアラ： 主任司祭。
- カディニャン侯爵 - アラン・アルテュール： ムーシェットの愛人。
- ガレ医師 - ヤン・デデ（フランス語版）： 地元の名士で代議士。
- 馬商人/悪魔 - ジャン＝クリストフ・ブーヴェ（フランス語版）